# Escuna
Uma escuna ou goleta é um tipo de veleiro caracterizado por usar velas de popa a proa em dois ou mais mastros. O que as distingue é o fato do mastro de ré, ou mezena, ser maior e mais alto que os demais. As escunas foram primeiro usadas pelos Holandeses no século XVI ou XVII, e mais tarde desenvolvidas na América do Norte nos tempos da Guerra da Independência dos Estados Unidos da América, e também na Guerra dos sete anos, nave que se denominou brigue. Erroneamente chamam os barcos de passeio a motor que não usam velas de escunas, pois alguns deles têm mastros armados em escunas.

## Galeria

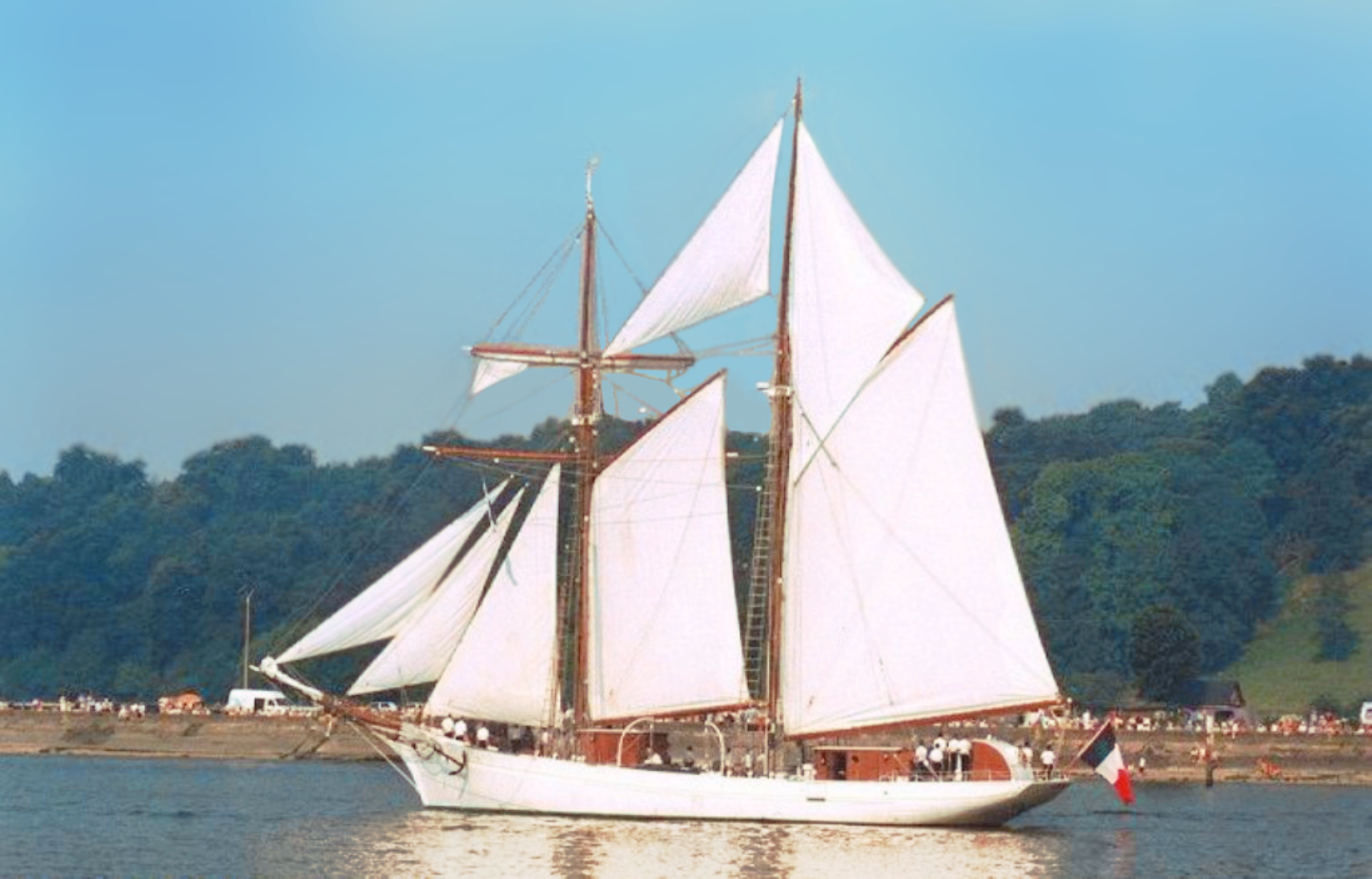
Escuna francesa de dois mastros Étoile
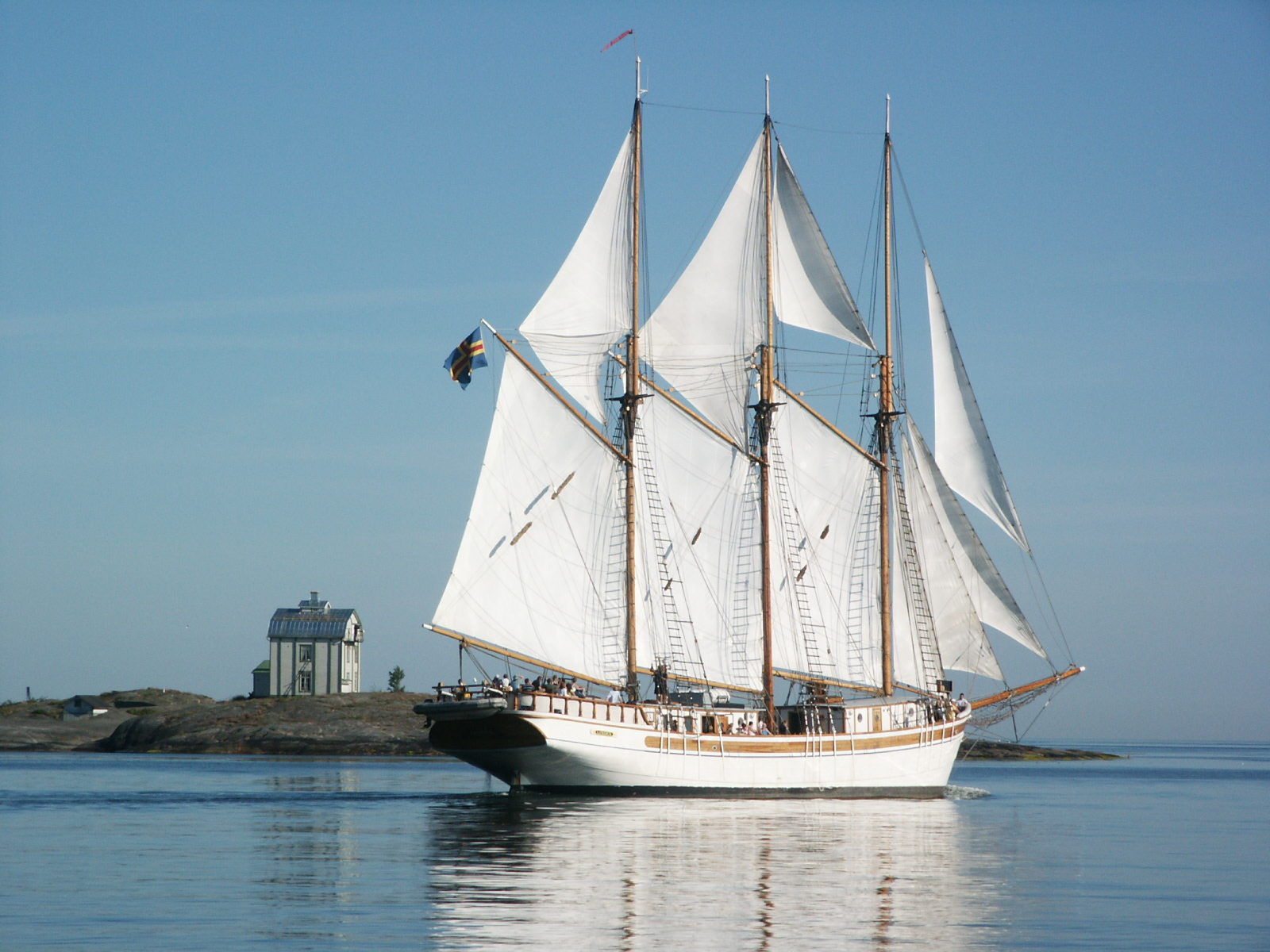
Escuna de três mastros Linden de Mariehamn, Åland
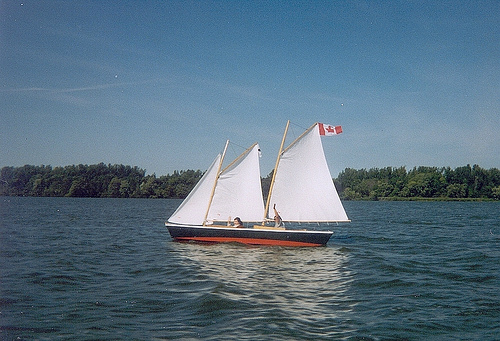
Escuna bald-headed knockabout Shrike
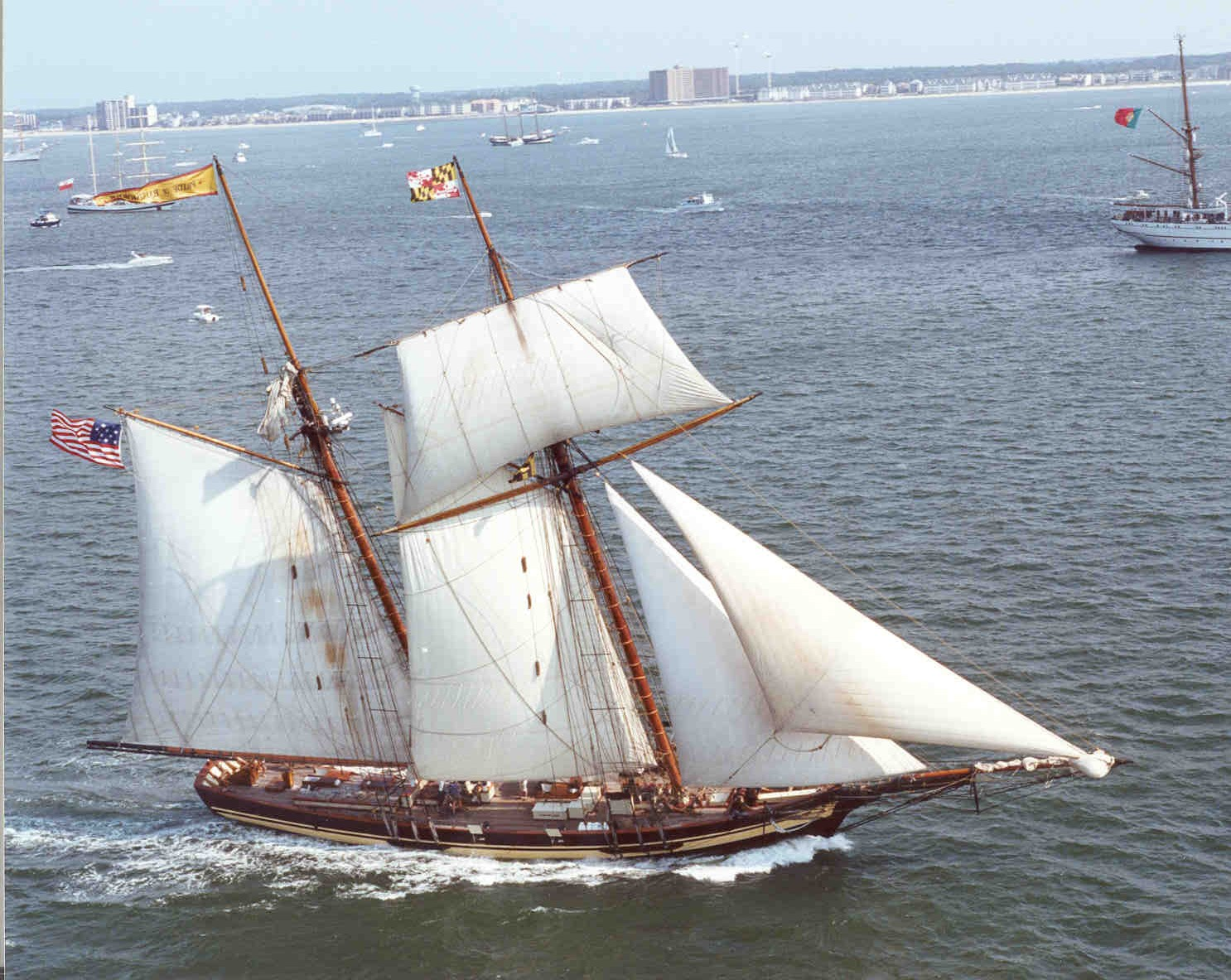
Escuna topsail Pride of Baltimore II
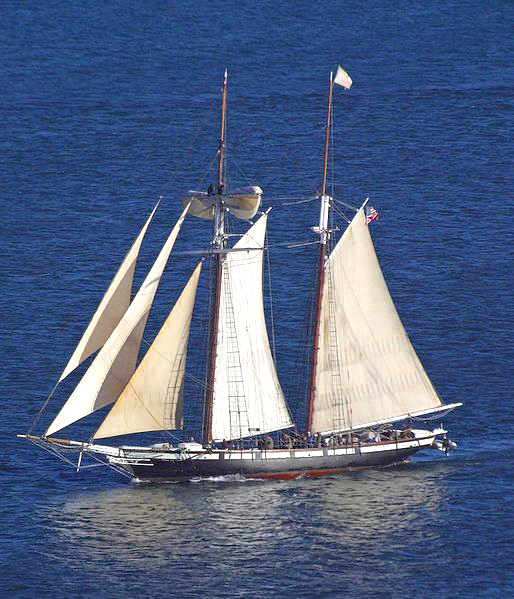
Escuna topsail Californian
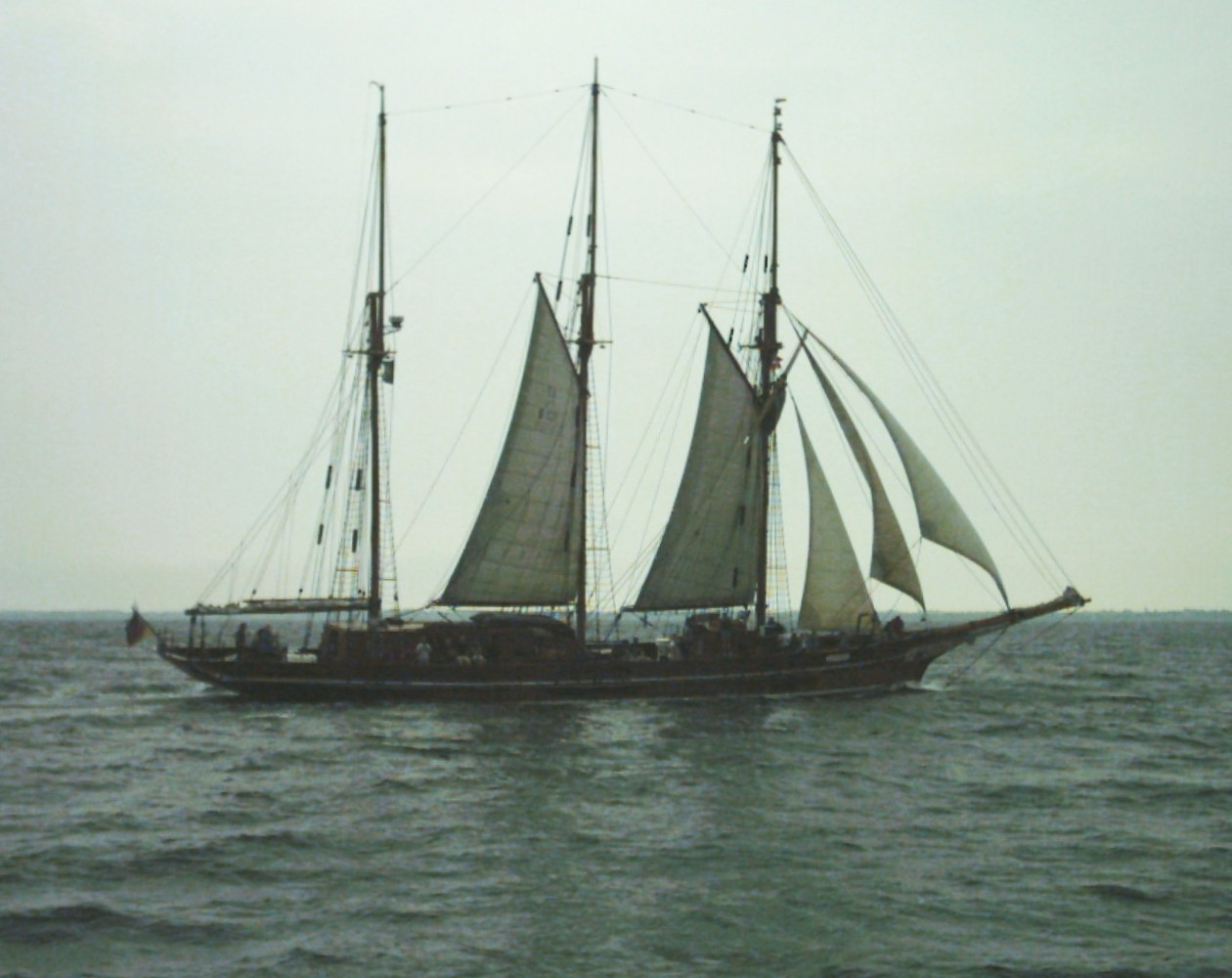
Escuna Amphitrite, a mais antiga do mundo em atividade